# Pepper Dennis
Pepper Dennis  est une série télévisée américaine en 13 épisodes de 42 minutes, créée par Gretchen J. Berg et Aaron Harberts et diffusée entre le 4 avril 2006 et le 4 juillet 2006 sur The WB.
En Suisse, la série a été diffusée à partir du 15 janvier 2008 sur TSR1 puis rediffusée de septembre 2008 au 23 mai 2009 sur TSR2. Elle reste néanmoins inédite dans les autres pays francophones.

## Synopsis
Pepper Dennis est une journaliste de la télévision pour une émission de nouvelles du soir à la station de télévision WEiE de Chicago. Alors que Pepper Dennis a une aventure d'une nuit avec un inconnu, le lendemain, la promotion qu'elle espérait avoir lui passe sous le nez au profit d'un certain Charlie Babcock, l'homme avec qui elle a couché la nuit dernière. De plus Kathy Dinkle Williams, sa sœur, qui vient tout juste de rompre avec son fiancé, s'installe chez elle.

## Distribution

### Acteurs principaux
- Rebecca Romijn (VF : Vanina Pradier) : Patty Dinkle alias «Pepper Dennis»
- Brooke Burns (VF : Louise Lemoine Torrès) : Kathy Dinkle Williams
- Josh Hopkins (VF : Maurice Decoster) : Charlie Babcock
- Lindsay Price (VF : Julie Turin) : Kimmy Kim
- Rider Strong (VF : Vincent de Bouard) : Chick Dirka

### Acteurs récurrents
- Brett Cullen : Jack Bell
- Frederick Koehler (VF : Yann Le Madic) : Leslie "Les" Gaye
- Alexandra Barreto (en) (VF : Caroline Mozzone) : Blanca Martinez
- Jason Brooks : Bryce Williams
- Bob Gunton : Dick Dinkle
- Pamela Reed : Lynn Dinkle
- A. J. Trauth : Mitch Dinkle
- Pooch Hall : Garfield
- Larisa Oleynik : Brianna
- Henry Simmons (en) : Curtis Wilson
- Bob Wiltfong (en) : Lance Powers

## Épisodes[2]
1. Une fille qui a du peps (Pilot)
2. Club de poker sous surveillance (Poker Clubs And Boob Cams)
3. Mon meilleur ennemi (Frat Boys May Lose Their Manhood)
4. Le mariage de ma meilleure amie (Heiress Bridenapped)
5. Il faut sauver Venise (Saving Venice)
6. La star déchue (Celebrity Twin Could Hang)
7. Un boulot de fou (Curtis Wilson's A Total Nut Job)
8. Le prix de l'indépendance (Hiroshi Watanabe in Bed with Curtis Wilson)
9. Charlie voit la vie en rose (Charlie Babcock's Homosexual Encounter)
10. Le scoop de l'année (Dennis, Bulgari, Big Losers at Acorns)
11. Pepper va en prison (Pepper Dennis Behind Bars)
12. La quête du grand amour (True Love is Dead)
13. L'amour est dans l'air (Star Anchor Weds Colleague)